# Orquesta Sinfónica de San Luis
La Orquesta Sinfónica de San Luis (sigla: SLSO) es una orquesta sinfónica estadounidense con sede en San Luis (Misuri). Fundada en 1880 por Joseph Otten como la Sociedad Coral de San Luis, es una de las orquestas más antiguas del país, solo precedida por la Filarmónica de Nueva York.

## Directores

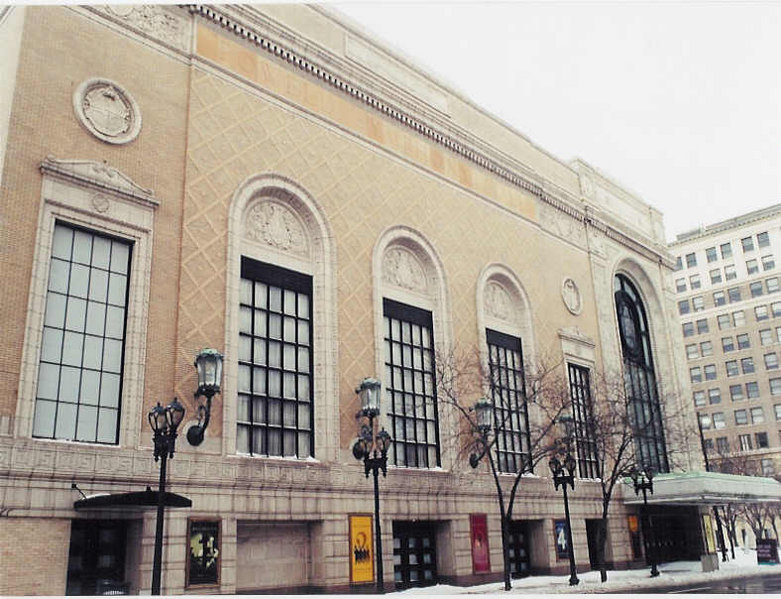
El Powell Symphony Hall,
sede de la orquesta

| - 1880-1894 Joseph Otten - 1894-1907 Alfred Ernst - 1907-1921 Max Zach - 1921-1927 Rudolph Ganz - 1931-1958 Vladimir Golschmann - 1958-1962 Edouard van Remoortel - 1963-1968 Eleazar de Carvalho | - 1968-1975 Walter Susskind - 1975-1979 Jerzy Semkow - 1979-1996 Leonard Slatkin - 1996-2002 Hans Vonk - 2002-2004 Itzhak Perlman - 2005-2018 David Robertson - 2018- Stéphane Denève |